# Ула Тирсо
Ула̀ Тѝрсо (на италиански: Ulà Tirso; на сардински: Ula, Ула) е село и община в Южна Италия, провинция Ористано, автономен регион и остров Сардиния. Разположено е на 346 m надморска височина. Населението на общината е 586 души (към 2010 г.).